# Indigo deca
Indigo deca, prema pseudonizovanom konceptu New Age pokreta, su deca za koju se veruje da poseduju posebne, neobične, a ponekad i natprirodne osobine ili sposobnosti. Ideja je zasnovana na konceptima razvijenim 1970-ih od strane Nensi Ann Tappe, koji su dalje razvili Lee Carroll i Jan Tober. Koncept indigo dece postao je popularan i interensantan za objavljivanje serije i knjiga krajem devedesetih i puštanje nekoliko filmova u narednoj deceniji. Napisane su razne knjige, objavljene konferencije i srodni materijali oko uverenja u ideju indigo dece i njihove prirode i njihovih sposobnosti. Tumačenja ovih verovanja pretežno tvrde da su indigo deca sledeća faza u evoluciji čoveka, u nekim slučajevima poseduju paranormalne sposobnosti kao što je telepatija, uverenje je da su oni više empatični i kreativni od svojih vršnjaka.

## Poreklo
Nazvani su indigo zbog specifične indigo boje koja se javlja u njihovoj auri. Ovaj fenomen je prvi put uočen tokom 70-ih godina 20. veka, a sam termin indigo deca pojavio se prvi put početkom 80-ih. O ovom fenomenu prva je pisala parapsiholog Nensi En Tejp (Nensi En Tappe). Ona je još 1982. godine izdala knjigu pod nazivom „Razumevanje života putem boja“ (Understanding Your Life Through Color). Ona ima razvijen svoj, vrlo precizni intuitivni sistem, gde na osnovu boja koje se javljaju u ljudskoj auri može da klasifikuje izvesne oblike ljudskog ponašanja. Tokom svog terapeutskog rada sa decom uočila je određeni obrazac ponašanja koji je upravo povezan sa indigo bojom u njihovoj auri i tako je nastao izraz indigo deca. Iako se smatra da su prva indigo deca uočena sedamdesetih godina prošlog veka, postoje mišljenja da ih je bilo i ranije (već tokom 50-ih i 60-ih, ali u malom broju). U zaista velikom broju rađali su se tokom 90- ih, kada je ova pojava počela više da okupira pažnju svih onih koji su uključeni u rad sa decom, tako da je ovo fenomen koji je definitivno najviše okarakterisao generaciju 90-ih i do danas već imamo prilično veliku grupaciju dece i prilično stasalih mladih ljudi koji su glavni nosioci ovog perioda.
Ninoslava Šajnović u svojoj knjizi "Indigo deca" tvrdi da to takođe ima veze i sa planetarnim pomeranjima. Na globalnom nivou je doprinelo buđenju desne hemisfere mozga te je intuicija aktivnija kod svih nas, a upravo razvoj intuicije (Neptun) otvara vrata većem razumevanju ljudske prirode i njegove duboke veze sa planetom i Kosmosom.

## Deca sadašnjice
U knjizi indigo, kristalna i zvezdana deca autorke Meg Blekbern Lusi navodi da deca sadašnjice imaju još direktniji, usmereniji i profinjeniji univerzalni komunikacioni sistem, onaj koji preskače mnoge korake koji su bili potrebni prethodnim generacijama. Energetska polja dece su živi odašiljači i prijemnici. Upravo zato mnoga deca pokazuju ono što bi se moglo nazvati retkom nadarenošću, poput vidovite dece u Kini koja čine neverovatna dela ili Indigo deca koja komuniciraju putem energetske rešetke. Novi energetski sistemi dece sadašnjice predstavljuju nizove žive energije. Meg Blekbern Lusi opisuje njihov način komunikacije sličan onom kao kada sve vreme imate upaljen radio koji je podešen na sve radio stanice odjednom. Ona navodi da neka deca mogu da izdvoje prekomerne nepoželjne podatke, mada nekima to nije potrebno, a neki su naučili da obrađuju sve informacije istovremeno jer njihovi mozgovi funkcionišu drugačije. Deci sadašnjice svi kanali su istovremeno pristupačni i nemaju potrebu za prilagođavanjem instrumentu. Mnoga deca sadašnjice pokazuju zadivljujuću svesnost, znanje, intuiciju i neograničeni broj darova. Oni automatski koriste svoju svest na način koji njima i nama donosi odgovore o životu i postojanju izvan vremena. Sa druge strane, zbog njihove DNK strukture i obrazaca, deca sadašnjice su preosetljiva na svoje sopstvene emocije, kao i na osećaje ljudi koji ih okružuju. Njihova dubina je izvan mogućnosti poimanja, a njihovo saosećanje oblikuje i daje energiju društvenoj svesti. Kao utelovljena svest  poboljšana evolucijom njihove DNK deca sadašnjice predstavljaju potpuno nov način postojanja i nastavljaju i dalje da se razvijaju nakon rođenja. Njihova energetska polja se neprestano prilagođavaju, izmenjujući boje i obrasce kretanja, i postaju sve lakša i lakša u svojim ukupnim spektrima boja. Ta deca koja imaju podršku u svojoj darovitosti rastu i stvaraju fantastičnu umetnost, muziku, nauku i pružaju beskrajno duboke uvide. Oni vide istinu našeg bića kako je ljudi još nikada pre nisu videli i imaju sposobnost da izraze te percepcije sa velikom ljubavlju i osetljivošću. Nažalost, na većinu dece sadašnjice ne obraća se pažnja. Njihova duboka zapažanja se odbacuju kao fantazije ili bujne mašte. Istina je, medutim, da su njihove percepcije i iskustva itekako stvarna!

## Osobine indigo dece
Po verovanjima New Age-a jedna od njihovih osnovnih osobina jeste da su izrazito inteligentni i intuitivni. Upravo im ta intuitivnost pomaže da odlično osećaju druge ljude. Oni su, isto tako, izraziti individualci, koji često nisu shvaćeni od svoje okoline, i to ih čini izolovanim od društva, a doprinosi i da ne trpe autoritete i ne reaguju na uobičajene načine vaspitanja, ne vole rutinu niti da rade nešto samo zato što to „tako treba“. Duhovno su svesniji, ali i izrazito emocionalno osetljivi. Veoma su kreativni i često talentovani za nešto. Pažnja im je rasejana i zbog toga često imaju problema u školi, ali ova rasejanost nestaje onog trenutka kada ih nešto jako zainteresuje (onda su potpuno usredsređeni). Gotovo bez izuzetka su orijentisani ka novoj tehnologiji, a pre svega ka kompjuterima. Uvek tačno znaju šta hoće i veoma jasno izražavaju sopstvene potrebe, imaju izražen osećaj sopstvene vrednosti i zato traže dosta pažnje. Nikako ne vole da spavaju, često imaju nesanice, ili noćne more, nemiran san ili strah od toga da zaspe. Oči su im izražajne, često plave i krupne, a pogled prodoran.
Prema istraživačkom psihologu Russellu Barkleiju, pokret New Age-a tek treba da proizvede empirijske dokaze o postojanju indigo dece, pošto su najčešće obeležene njihove osobine blisko povezane sa efektom Forer-a toliko konfuznim da bi mogli opisati skoro bilo koga. Mnogi kritičari vide koncept indigo dece, koji se sastoje od izuzetno opštih osobina, da je zapravo nazivati decu indigo decom je lažna dijagnoza koja predstavlja alternativu medicinskoj dijagnozi, sa potpunim nedostatkom nauke ili studija kako bi je podržala.
Carroll i Tober (osnivači indigo pokreta) su definisali 10 osobina koje identifikuju indigo decu:
- Dolaze u svet sa kraljevskim osećajem i često se tako i ponašaju.
- Imaju osećaj da su zaslužili da su na ovom svetu i začuđeni su kada drugi nemaju isti osećaj.
- Nemaju problema sa osećajem manje vrednosti. Naprotiv, često roditeljima govore ko su.
- Imaju problema sa apsolutnim autoritetom (autoritet bez objašnjenja ili izbora).
- Jednostavno odbijaju učiniti neke stvari, npr. čekanje vrlo teško podnose.
- Nerviraju ih sistemi koji su orijentisani po nekim ritualima i ne zahtjevaju kreativnost.
- Često primećuju bolje načine izvođenja nekih stvari, što ih čini vrlo neprilagodljivim u bilo koji sistem.
- Izgledaju nedruštveni sve dok nisu sa bližnjima. Ako ne mogu naći nikoga sličnog oko sebe, izoluju se i osjećaju kao da ne postoji niko na svetu ko ih razume.
- Ne reaguju na osećaj krivice i svi pokusaji da se na takav način disciplinuju su uzaludni.
- Ne stide se govoriti o tome šta im je potrebno.

### Indigo kao alternativa dijagnozi
Penzionisani profesor filozofije i skeptike Robert Todd Carroll napominje da mnogi komentatori o indigo fenomenu imaju različite kvalifikacije i stručnost, a roditelji možda preferiraju označavanje svog deteta indigo kao alternativa dijagnozi koja podrazumeva loše roditeljstvo, narcisoidno roditeljstvo, štetu, ili mentalne bolesti. Ovo je verovanje koje ponavljaju akademski psiholozi. Neki eksperti za mentalno zdravlje su zabrinuti zbog toga što obeležavanje maloletnog deteta "indigo" može odložiti pravilnu dijagnozu i lečenje koje bi moglo pomoći detetu ili pogledati stil roditeljstva koji može dovesti do ponašanja. Drugi su izjavili da se mnoge od osobina indigo dece mogu protumačiti kao jednostavna nervoza i nesanica.

### Odnos hiperaktivnog poremećaja i deficita pažnje
Mnoga deca koje su roditelji identifikovali kao indigo deca imaju dijagnostikovani poremećaj hiperaktivnosti/deficit pažnje (ADHD).Knjiga koju su napisali Tober i Carroll "The Indigo Children" povezali su koncept "indigo deteta" sa dijagnozom ADHD-a. David Cohen ističe da označavanje deteta indigo predstavlja alternativu dijagnozi koja podrazumeva mentalne bolesti, što se može dopasti mnogim roditeljima. Cohen je rekao: "Stav u medicini je da je ADHD defekt. To je poremećaj. Ako ste roditelj, ideja o " nadarenim "je mnogo privlačnija od ideje o poremećaju. Povezujući koncept indigo dece sa omalovažavanjem upotrebe leka Ritalin za kontrolu ADHD-a, Robert Todd Carroll kaže: "Pažnja i skoro histerija oko upotrebe Ritalina doprinela je atmosferi koja omogućava knjizi poput Indigo Children da bude shvaćena ozbiljno. Ko ne bi verovao da su njihova deca posebna i izabrana za neku visoku misiju, a ne da imaju poremećaj mozga? " Stephen Hinshav, profesor psihologije na Univerzitetu u Kaliforniji, Berkelei, tvrdi da je briga zbog prevelike medicinacije dece legitimna, ali čak i nadarena djeca sa ADHD bolje uče sa više strukture nego sa manje, čak i ako struktura u početku izaziva teškoće. Mnogi označeni kao indigo deca se uče ili su bila učena kod kuće. Mnoga deca koja su označena kao indigo deca isupunjavaju iste kriterijume kao i deca koja su bila odgajana od strane narcisioidnih roditelja i smatraju se kao emotivno zlostavljanim.
Studija iz 2011. godine sugerišu da roditelji dece sa ADHD-om koji svoju decu označavaju kao "indigo", mogu da vide problematična ponašanja koja simbolizuju ADHD, da budu pozitivniji i da imaju manje frustracije i razočaranja, iako još uvek imaju više negativnih emocija i sukoba nego roditelji dece bez dijagnoza.

### Odnos prema autizmu
Decu kristala, koncept koji se odnosi na indigo decu, povezuje istraživač autizma Mitzi Valtz sa autističkim spektrom. Podržavatelji rekategorizuju autistične simptome kao telepatske moći i pokušavaju da rekonceptualizuju autistične osobine povezane s njima kao deo pozitivnog identiteta. Valz tvrdi da mogu postojati opasnosti za ova uverenja, vodeći roditelje da negiraju postojanje oštećenja, izbegavaju dokazane tretmane i troše znatan novac na beskorisne intervencije. Valz tvrdi da "roditelji takođe mogu preneti sisteme verovanja detetu koje je samopomoćno, zbunjujuće ili potencijalno zastrašujuće".

## Indigo deca po generacijama
Američka naučnica Lori Johnson detaljno je proučila indigo decu i podelila ih u 5 generacija te svakoj pripisala posebne osobine.

### Alfa generacija
U ovu generaciju spadaju deca rođena između 1958-1968. godine . Karakteriše ih plavo – zeleno – ljubičasti sloj aure. Proces mentalnog sazrevanja započinje tek u 28. ili 29. godini života i traje oko 7 godina . To razdoblje puno je problema, životnih poteškoća i bolesti. Kasne tridesete period su oporavka i procvata psihičkih sposobnosti . Intuicija im se produbljuje, a razvija se i isceliteljska moć .

### Beta generacija
U drugu generaciju spadaju deca rođena između 1968-1978. godine . Kao i Alfa generaciju, Beta generaciju karakteriše mladolik izgled. Čak i do starije dobi izgledaju mlađe od svoje hronološke dobi, ai žive duže. Pravu indigo zrelost dožive tek u četrdesetim.

### Gama generacija
Indigo deca rođena između 1978-1988. godine . Gama generacija najčešće je dijagnostikovan kao generacija dece sa poremećajima u ponašanju ili nekim oblikom hiperaktivnosti. Period mentalnog sazrevanja za ovu generaciju je u njihovim kasnim dvadesetim .

### Delta generacija
U ovu generaciju spadaju deca rođena između 1988-1998. godine . Ova deca imaju izuzetno težak pubertet i ponekad su sklona zloupotrebi droga i alkohola te suicidualnom ponašanju. Roditelji ove generacije imaju težak zadatak u odgoju i savetovanju svoje dece.

### Omega generacija
U poslednju generaciju spadaju deca rođena između 1998-2008. godine . Deca ove generacije imaju probleme u prilagođavanju okolini. Postoji opasnost od teških oboljenja i povlačenja od spoljnog sveta poput autizma ili Aspergerovog sindroma što je rezultat njihove ekstremne senzibilnosti.
Iako još nema naučnih dokaza, profesor Drunvalo Melchizedek tvrdi da unutar DNA strukture Indigo dece postoji genetska promena. Takođe, Melchizedek smatra da je IK čovečanstva naglo porastao sa dolaskom indigo dece budući da je među njima prosek koeficijenta inteligencije 130.

## Naučne kritike
Prema psihijatru Russelu Barkleyu, svetskom stručnjaku za ADHD, New Age mora, da bi bio imalo ozbiljno shvaćen, podneti empirijske dokaze za postojanje "indigo dece" i "17 odlika" koje ih navodno krase, a koje su lako primjenjive na većinu ljudi većinu vremena. Propagandu naziva primenom Forerovog efekta. Barkley je takođe izrazio zabrinutost što se deca s problemom etiketiraju kao "indigo", što može dati rezultat odgođene medicinski ispravne dijagnoze i medicinski ispravnim tretmanom koji djetetu može pomoći. Drugi su, ne tako obzirno, naglasili da se većina "odlika indigo dece" može samo interpretirati kao obična arogancija i sebični individualizam, što roditelji s New Age uverenjima ne žele prihvatiti, jer su uvereni da je na snazi zavera zdravstvenih radnika i lekara, insistirajući na tome da su njihova deca "posebna".
Takođe, jedno od komplementarnih racionalnih objašnjenja za takvo ponašanje dece jeste činjenica da decu sve više odgajaju mediji, te da su izložena iracionalnosti New Agea putem medija i roditelja. Deca jednostavno imaju sve manje autoriteta zbog prezaposlenosti i stresa roditelja pa sami sebe smatraju superiornim. Iz stanovišta psihologije čoveka, shvatljivo je zbog čega se izvestan deo roditelja buni. Represija nastaje zbog toga što smatraju da je dete s dijagnozom "nesavršeno" ili "oštećeno". Iako medicinske dijagnoze ne znače da je dete mentalno poremećeno, roditeljima s New Age uverenjima to ništa ne znači, pa optužuju lekare da vrše eksperimente nad njihovom decom (uporediti s paranojom). Odbrana racionalnog mišljenja je besmislena, jer "oni zlostavljaju i eksperimentišu nad decom" izaziva represiju. Neznatna manjina roditelja će istražiti o čemu se radi u celoj "indigo" propagandi.
Nick Colangelo, profesor i specijalista za obrazovanje nadarene dece, izjavio je kako bi bilo bolje da prva knjiga o indigo deci nikad nije objavljena, te da se taj "pokret uopšte ne bavi decom, niti bojom indigo. Bavi se odraslima koji izigravaju stručnjake kako bi zaradili novac na knjigama, prezentacijama i video materijalu." 
Ni dečija psihologija ni psihijatrija ne priznaje ovaj navodni fenomen i svrstavaju ga pod pseudoznanost.

## Diskusija o novom religijskom pokretu
Nancy Ann Tappe je prvobitno primetila da se od jednog tipa Indigo deteta ("interdimenzionalno dete"), uprkos tome što je bio okarakterisan kao siledžija, očekivalo da će voditi nove verske pokrete.
Jedan paganski autor, Lorna Tedder, u anegdoti napominje da svaka paganska žena koju je poznavala koja je imala ili je trebalo da ima dete, verovala da je njeno dete Indigo dete.
S. Zohreh Kermani izjavljuje da "uprkos njihovim problemima sa autoritetom, nekontrolisanim tempom i nadmoćnim egoima, Indigo Deca su mnogi idealni potomci paganskog roditelja: osetljiva, vidovita i psihički snažna", ali takođe konstatuje da se koncept manje temelji na psihičkim osobinama i sposobnostima deteta koliko na želji i nadi roditelja za izdvajanjem od manje evoluirane mase.
Danijel Klajn, u eseju pod naslovom "Nova deca: Indigo deca i New Age diskurs", napominje da čarobno uverenje da je dečja nevinost jednaka duhovnim moćima postoji vekovima, i da je pokret Indigo dece ukorenjen u verskom odbacivanju naučne medicine. Konkretno, on tvrdi da je Nanci Ann Tappe izvela neke od svojih ideja od Charles Vebster Leadbeater-a (njena glavna inovacija je naglašavanje veze između dece i indigo boji) i da je prihvatanje New Age koncepta reakcija na dijagnozu ADD, ADHD i autizam. Klajn takođe govori o tome kako su se Carroll i Tober trudili da se distanciraju od verskih uverenja o Indigo deci, kako bi zadržali kontrolu nad konceptom (čak i poništavajući svoje prethodne afirmacije o aurama), i kako skeptici i pripadnici New Age pokreta podjednako retorički pozivaju nauku (uprkos kasnijem odbacivanju iste), kako bi legitimisali svoja ideološka uverenja u vezi sa postojanjem indigo dece.
Na Festivalu ideja Univerziteta u Kembridžu (2014), antropolog Beth Singler diskutovao je kako je izraz indigo dete funkcionisao kao novi religiozni pokret, zajedno sa džedaizmom. Singlerov rad se fokusira na pokret Indiga kao deo sveobuhvatne diskusije o "širim moralnim panikama oko dece, roditeljstvu, dijagnozi poremećaja kao što su ADHD i autizam i teorijama zavere o Big Pharma(medicniska kompanija) i vakcinaciji".

## Literatura
- Barrett, David V. (2011). A Brief Guide to Secret Religions: A Complete Guide to Hermetic, Pagan and Esoteric Beliefs (на језику: енглески). Little, Brown Book Group. ISBN 9781849018111.

## Spoljašnje veze
- https://duhovnamisao.com/2010/09/06/parapsihologija/
- https://www.conopljanews.net/indigo_deca.html
- https://www.youtube.com/watch?v=zaSAoVSO_VU